# Tirzepatida
La tirzepatida és un medicament utilitzat per al tractament de la diabetis tipus 2. La tirzepatida s'administra per injecció subcutània (sota la pell). Els efectes secundaris comuns poden incloure nàusees, vòmits, diarrea, disminució de la gana, restrenyiment, molèsties abdominals superiors i dolor abdominal.
El pèptid similar al glucagó tipus 1 (GLP-1) i el polipèptid insulinotròpic depenent de la glucosa (GIP) són hormones implicades en el control del sucre en sang. La tirzepatida és un medicament que utilitza un mecanisme d'acció nou i únic activant els receptors GLP-1 i GIP, la qual cosa condueix a un millor control del sucre en sang. La tirzepatida va ser aprovada per a ús mèdic als Estats Units el maig de 2022. Comercialitzat a Espanya com a Mounjaro.

## Usos mèdics
La tirzepatida està indicada per millorar el control del sucre en sang en adults amb diabetis tipus 2, com a complement a la dieta i l'exercici.
Està en estudi el seu possible ús en l'obesitat.